# Sternula antillarum
Il fraticello americano (Sternula antillarum, Lesson, 1847), è un uccello della sottofamiglia Sterninae nella famiglia Laridae.

## Sistematica
Sternula antillarum è suddivisa in tre sottospecie:
- S. antillarum athalassos
- S. antillarum antillarum
  - S. antillarum staebleri, talvolta considerata sottospecie separata da S. antillarum antillarum
- S. antillarum browni
  - S. antillarum mexicanus, talvolta considerata sottospecie separata da S. antillarum browni

## Distribuzione e habitat
È il cugino americano del fraticello presente in Europa e Italia. Lo si incontra dagli Stati Uniti al Brasile, ma anche in Gran Bretagna. È più raro in Canada, negli Stati Uniti occidentali, in Argentina e in Cile.